# Het Testament van William S.
Het Testament van William S. is het vierentwintigste album uit de reeks Blake en Mortimer, en het zevende dat door scenarist Yves Sente en tekenaar André Juillard geschreven werd. Het verhaal speelt zich af in augustus 1958.
In de zomer van 2016 was er een prepublicatie van het stripverhaal in Le Figaro Magazine.

## Plot
Tijdens een diner in het Palazzo da Spiri, het Venetiaans paleis van markies Stefano Da Spiri ontdekken gastheer en gasten door een samenloop van omstandigheden een verborgen ruimte met daarin het testament van Guillermo Da Spiri. In dit testament is een raadsel opgenomen dat leidt tot een onbekend werk van William Shakespeare. Stefano Da Spiri roept de hulp in van specialisten van het Shakespeare Gezelschap in Londen, waarbij ook professor Philip Mortimer en kapitein Francis Blake worden ingeschakeld. Uiteindelijk wordt het raadsel volledig opgelost, en wordt er heel wat twijfel over het leven en werk van Shakespeare opgehelderd, maar blijft het onbekend werk beperkt tot enkele krijtlijnen voor een nog niet uitgewerkt theaterstuk.

## Historische gebeurtenissen en verwijzingen naar historische sites
- In het verhaal worden enkele platen ingevoegd met fragmenten uit De koopman van Venetië, waarbij een deel van de strippersonages een voorstelling van deze komedie bijwonen.
- Het verhaal geeft een uitleg over de 'Lost years' (1585-1592) van Shakespeare, en heeft ook aannames over zijn huwelijk met Anne Hathaway.
- Ook de eeuwenoude discussie met betrekking tot het auteurschap van Shakespeares werken en of Edward de Vere, graaf van Oxford, de auteur zou zijn van het werk van Shakespeare, is een rode draad in het verhaal.
- De verwijzing naar  "The Fair Youth" (Mr. W.H.) en "The Dark Lady" in een aantal sonnetten van Shakespeare worden in de strip uitgelegd als verwijzingen naar respectievelijk de Weemoedige Held, die voor zijn vriend Guillermo Da Spiri zou staan, en naar Ornella Da Spiri, de nicht van Guillermo waarop Shakespeare verliefd zou geworden zijn.
- De totale vernieling van het oorspronkelijk Globe Theatre bij de brand van 29 juni 1613 maakt ook deel uit van het plot.
- In het verhaal wordt gesteld dat William Shakespeare niet overleden is in de lente van 1616 maar toen in alle stilte met de hulp van zijn collega Ben Jonson vertrokken was uit Stratford-upon-Avon naar Venetië om daar nog enkele jaren gelukkig verder te leven samen met Guillermo en Ornella en enkele maanden na Ornella's overlijden in februari 1630 ook zelf gestorven te zijn. Zijn graf in de Holy Trinity Church bevatte het lichaam van een overleden zwerver en om dit bedrog verborgen te houden zou Shakespeare volgens dit verhaal aangedrongen hebben diep begraven te worden en de volgende tekst als grafschrift aan te brengen: "Blest be the man who spares these stones, And cursed be he who moves my bones" Ook in het verhaal wordt de beeltenis van Shakespeare boven zijn grafmonument in de Holy Trinity vernield door de opponenten op zoek naar een sleutel nodig om het raadsel van het testament op te lossen.
- De "Great Stink" van augustus 1858 waarbij door een extreem lage waterstand van de Theems heel Londen gehuld was in een afschuwelijke stankgolf wordt ook verwerkt in de strip en is in het verhaal het moment van de vondst van een kistje met documenten dat de brand van het Globe Theatre had overleefd, en waarbij een weddenschap wordt afgesloten die 100 jaar loopt, van begin september 1858 tot begin september 1958 die diegene die de identiteit van Shakespeare kan bevestigen met nieuwe bronnen een grote som geld kan opleveren.
- Teneinde het raadsel van het testament op te lossen gaan de protagonisten op zoek naar antwoorden met een Ferrari 250 Testa Rossa die hen voert naar de arena van Verona en de Basilica di San Francesco in Ravenna.